# Rivière Rouget
Rivière Rouget är ett vattendrag i Kanada.   Det ligger i provinsen Québec, i den östra delen av landet, 600 km norr om huvudstaden Ottawa. Rivière Rouget ligger vid sjön Lac Huit.
I omgivningarna runt Rivière Rouget växer i huvudsak blandskog. Trakten runt Rivière Rouget är nära nog obefolkad, med mindre än två invånare per kvadratkilometer.